# Скіби (зупинний пункт)
Скі́би — пасажирський залізничний зупинний пункт Рівненської дирекції Львівської залізниці.
Розташований в селі Скиби, Ковельського району, Волинської області на лінії Ковель — Ягодин між станціями Мацеїв (18 км) та Любомль (5 км).
Станом на лютий 2019 року щодня три пари дизель-потягів прямують за напрямком Ковель-Пасажирський — Ягодин.